# Michael Hay-Schmidt
Michael Hay-Schmidt (født 13. marts 1976) er dansk fodboldspiller, hvor hans primære position er på midtbanen og sekundært i angrebet. Hans nuværende klub er 2. divisionsklubben Greve Fodbold siden marts 2007.
Den teknisk stærke Michael Hay-Schmidt startede oprindeligt med at spille i serieklubben Egevolden Idræts Clubs fodboldafdeling. Sidenhen blev det til ophold i Hvidovre IF og Boldklubben Frem, før han skiftede til en anden københavnsk klub HIK. Her endte han med at spille i et par sæsoner (blandt andet som anfører) og blev undervejs udtaget til Team Amnesty International holdet i velgørenhedskampen mod FC København den 11. december 2001. Han forlod imidlertid delvist topfodbolden i det meste af 2005/2006 sæsonen efter at være blevet sat fysisk tilbage af en kræftsygdom. Efter HIK's store tilgang af nye spillere i vinterpausen 2006/2007 blev Michael Hay-Schmidts kontrakt (udløb 1. januar 2007) med klubben dog ikke forlænget. Han valgte efterfølgende at skifte til Boldklubben Fremad Amager i januar 2007, som belejligt ligger nær hans bopæl ved Sundby Idrætspark. Imidlertid blev det et kort bekendtskab, idet han gik til Greve Fodbold i marts 2007 kort før forårssæsonens start.

## Spillerkarriere
- 19xx-19xx: Egevolden IC
- 199x-199x: Hvidovre IF
- 199x-199x: AC Ballerup
- 199x-199x: Boldklubben Frem
- 200x-2006: HIK, 1. division og 2. division
- 2007-: Greve Fodbold, 0 kampe og 0 mål, 2. division Øst[1]